# Laura Kamis Wrang
Laura Kamis Wrang, född 30 juni 1965, är en dansk skådespelare.

## Filmografi (urval)
- 1985 – August Strindberg ett liv (TV)